# Pivovar Most
Pivovar Most byl pivovar v Mostě, založený roku 1470, ve kterém byla roku 1998 ukončena výroba.

## Historie

### Počátky pivovarnictví
Právo vařit pivo získalo město Most od Přemysla Otakara II. v roce 1273. Zároveň s touto výsadou vyšel zákaz vaření piva v okruhu jedné míle od hradeb a všechny hospody ve městě musely čepovat pouze mostecké pivo. Pivovar byl založen roku 1470.

### 20. století
Poslední známá budova pivovaru byla postavena roku 1899 a v roce 1902 patřil mostecký pivovar k největším v Čechách, když zaměstnával 95 lidí a vyráběl přibližně 100 000 hl piva ročně. V Mostě v té době vařili pivo podle bavorského způsobu a k dostání bylo světlé (Goldquell) a tmavé (Gorenzbrau). Vrcholný výstav přišel v roce 1913, kdy bylo uvařeno 105 843 hl piva.
Po druhé světové válce přišlo rozšíření výroby o sodovku, limonádu a jiné nealkoholické nápoje. Pivovar byl za komunismu postupně součástí několika národních podniků: Mostecký pivovar, n.p.; Krušnohorské pivovary, n.p. Most; Krušnohorské pivovary, n.p. Louny; Severočeské pivovary, n.p. Louny a Severočeské pivovary, k.p. Louny. V roce 1971 vypukla v mosteckém pivovaru stávka, ve které zaměstnanci požadovali zvýšení mezd. Vedení pivovaru požadavky ignorovalo a stávka se dále rozšířila i do pivovarů v Litoměřicích, Podmoklech, Žatci nebo Horním Litvínově. Spor byl nakonec ve spolupráci s ministrem sociální péče urovnán a zaměstnanci se vrátili do práce. Pivo se v tomto areálu vařilo nepřetržitě až do roku 1972, kdy bylo rozhodnuto o odstřelu budov a výstavbě nové modernější továrny v Sedlci u Mostu. Provoz nového pivovaru byl zahájen roku 1976.

### Konec pivovaru
V roce 1990 byl pivovar vyčleněn ze státního podniku Pivovar Louny a přešel pod státní podnik Pivovar Most. V roce 1992 bylo rozhodnuto o privatizaci podniku a vznikla akciová společnost Pivovar Most. Od roku 1994 podnik bojoval s finančními problémy, které byly připisovány vysokým výdajům na údržbu a opravy. Roku 1996 byl pivovar přejmenován na Pivovar Radegast Sedlec, a.s. V roce 1998 se podnik vrátil k původnímu názvu Pivovar Most, a.s. a kvůli velkým dluhům byl na něj vyhlášen konkurs. Po uzavření pivovaru se část výroby a polovina zaměstnanců přesunula do pivovaru ve Velkých Popovicích.
Dnes udržuje tradici pivovarnictví v Mostě pouze minipivovar Kahan a Minipivovar Most.

## Piva vařená v Mostě
- Staromost 10° – světlé výčepní
- Staromost 10° – tmavé výčepní
- Staromost 11° – světlý ležák
- Zlatník 12° – světlý ležák
- Radegast Triumph – světlé výčepní
- Radegast Premium – světlý ležák
- Radegast Porter – tmavý ležák
- Radegast Dark – tmavé výčepní
- Pivrnec – výroba přesunuta do Velkých Popovic